# 누치오 베르토네

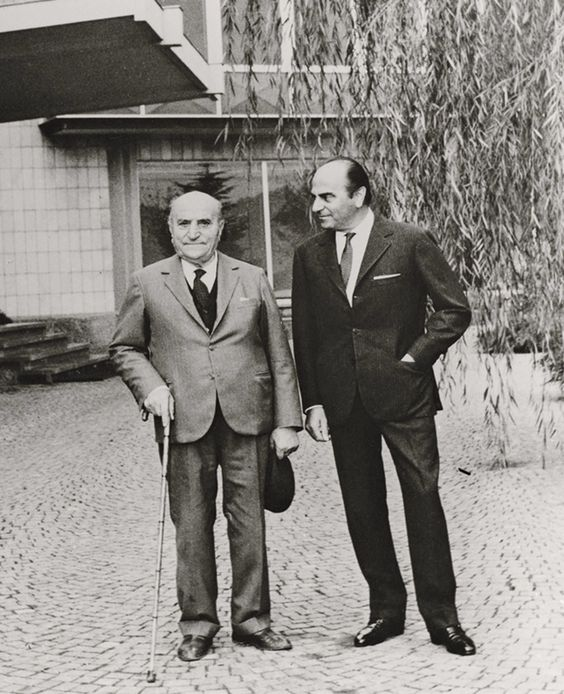
누치오 베르토네(우측)와 그의 아버지 조반니 베르토네(좌측), 1965년 1월 1일

주세페 베르토네(이탈리아어: Giuseppe Bertone, 1914년 7월 4일~1997년 2월 26일)는 이탈리아의 자동차 디자이너이자 제작자이다. 누치오(Nuccio)라는 별칭으로 더 잘 알려져 있다. 그는 2차 세계대전 이후 아버지 조반니 베르토네로부터 카로체리아 베르토네를 물려받았고, 당시 작은 규모의 회사를 자동차 제조 및 디자인 분야의 거대 기업으로 성장시켰다. 베르토네는 피아트, O.S.C.A., 마세라티, 페라리 등의 자동차 회사에서 경주용 자동차를 제작한 후, 완성된 모델을 생산하기 시작했다. 그는 1952년 토리노 모터쇼에서 그의 첫 번째 자동차인 MG 200을 선보였다. 누치오는 그 해 파리 모터쇼에서 아바르트의 컨셉트로 주목을 받았고, 알파 로메오 디스코 볼란테의 후속 모델을 디자인하도록 선정되었다. 소위 B.A.T.(Berlina Aerodinamica Tecnica) 차량은 알파 로메오 1900 스프린트 섀시를 사용했다. 또한 누치오는 유명한 람브레타 GP/DL 스쿠터 라인과 루나 스쿠터 라인을 디자인하기도 했다.
2년 후, 누치오는 토리노에서 최신 B.A.T. 컨셉트와 알파 로메오 줄리에타 스프린트의 프로토타입과 함께 닷지 섀시를 기반으로 한 스톰 Z 컨셉트를 선보였는데, 이는 향후 몇 년 간 회사의 주요 제품이 되었다. 베르토네는 1960년에 피아트 850 스파이더, 피아트 디노, 심카 1200S 쿠페, 알파 로메오 몬트리올, 람보르기니 등 31,000대 이상의 차량을 제작했다. 그의 100번째 디자인은 1965년 뉴욕 국제 오토쇼에서 소개되었고 자동차 잡지 《오토모빌 쿼털리》(Automobile Quarterly)의 의뢰로 제작된 특별한 포드 머스탱이었다. 1972년부터 1989년까지 피아트 X1/9를 제작했다.

베르토네는 피아트 850을 소개하면서 자신의 철학을 다음과 같이 요약했다.
"저희의 역할은 스타일링 트렌드를 반영하고, 프로토타입을 제작하고, 디자인, 생산 방식, 그리고 금형을 개발하는 자동차 차체 제작입니다. 당연히 대량 생산합니다."

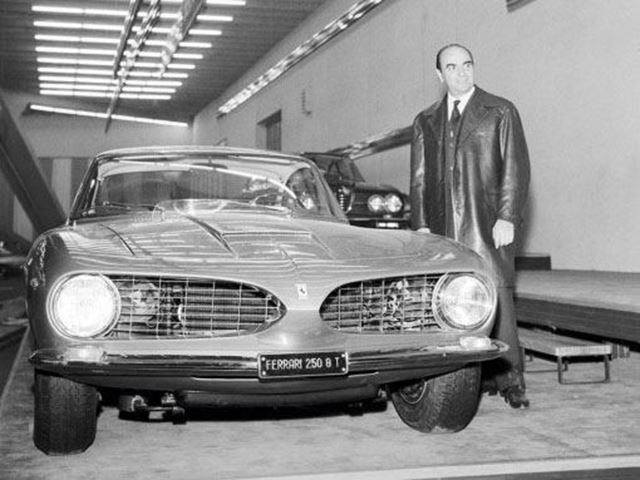
조르제토 주지아로가 디자인한 1962년형 페라리 250 GT SWB 베르토네와 함께 있는 누치오 베르토네

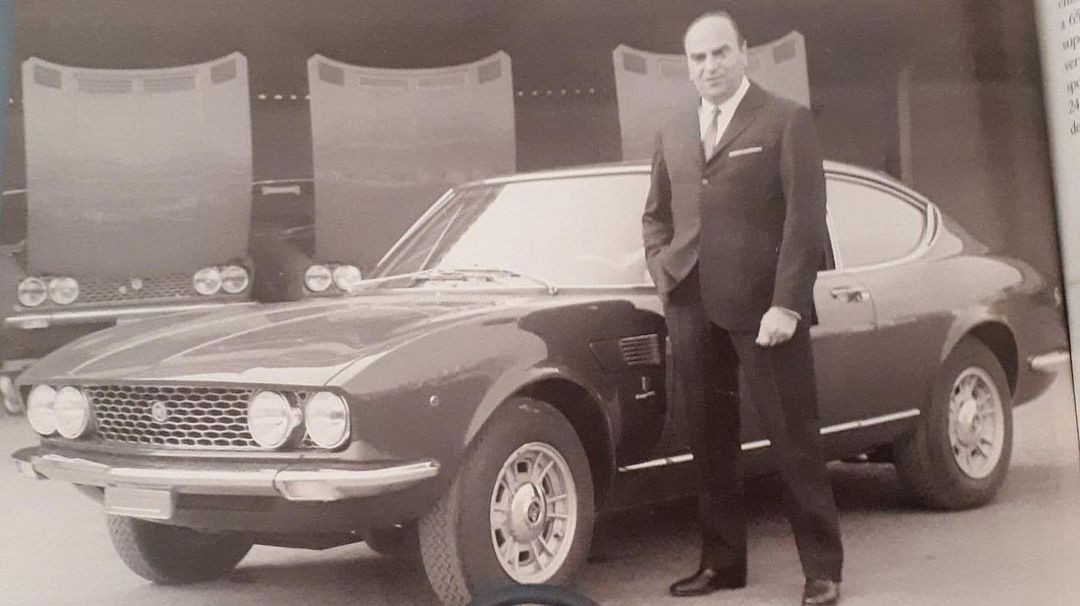
주지아로와 간디니가 디자인한 피아트 디노와 누치오 베르토네, 1967년

조르제토 주지아로가 설계한 페라리를 베르토네가 디자인했을 때, 이는 페라리에게는 획기적인 일탈이었으며, 페라리가 지금까지 자주 협력해 온 경쟁 디자인 하우스인 피닌파리나의 분노를 샀다. 그러나 그가 디자인한 두 대의 250 GT SWBs는 당시 페라리의 경쟁사인 람보르기니를 위해 여러 가지 뛰어난 모델을 디자인한 마르첼로 간디니가 디자인한 논란의 여지가 있는 1970년대 디노 308 GT4의 전조일 뿐이었다.
누치오는 4륜 자동차 분야에서의 업적을 인정받아 2006년에 자동차 명예의 전당에 헌액됐다. 또한 유럽 자동차 명예의 전당에도 헌액되었다. 그는 릴리와 결혼하여 두 딸을 두었다. 누치오는 1997년 82세의 나이로 사망하여 몬칼리에리 묘지에 묻혔다.